# Genombrottet
Genombrottet är en svensk TV-film från 1981 i regi av Bengt Lagerkvist. Manus skrevs av Jan Guillou och i rollerna ses Lars Amble, Janne Carlsson, Barbro Oborg, Lisbeth Zachrisson och Li Brådhe.

## Handling
Redaktionen för TV-programmet "Kvällsdax" får ett hastigt återbud från en gäst och de måste ersätta honom med någon. De väljer ut Erik Gyttorp, en taxichaufför som setts protestera mot invandringen till Sverige på gatan. Några i redaktionen är tveksamma till att låta honom torgföra sina åsikter i TV, men ger efter. När väl Gyttorp kommer med i TV klarar redaktionen inte av att hantera honom utan han "går genom rutan" på ett sätt de inte tänkt sig.

## Rollista
- Lars Amble – Lennart, programledare
- Janne Carlsson – Erik Gyttorp
- Barbro Oborg – Anita
- Lisbeth Zachrisson – Lisa
- Li Brådhe – Karin
- Torsten Wahlund – Göran
- Nils Eklund – Försvarsministern, socialdemokrat
- Olof Thunberg – Folkpartist
- Yvonne Lombard – Moderat
- Åke Lindman – TV-chefen
- Kjell Bergqvist – Skandalreporter
- Bertil Norström – Rektorn